# Roland Bonaparte
Pour les articles homonymes, voir Bonaparte.
Roland Napoléon Bonaparte, prince Bonaparte et 6e prince de Canino et Musignano, né le 19 mai 1858 à Auteuil et mort dans la même ville le 14 avril 1924, est un géographe et un botaniste français. Il est le petit-fils de Lucien Bonaparte et le petit-neveu de Napoléon Ier.

## Famille
Fils du prince Pierre-Napoléon Bonaparte et d'Éléonore-Justine Ruffin, Roland Bonaparte est le petit-fils de Lucien Bonaparte, prince de Canino, dont il est le dernier descendant mâle. Non dynaste comme ses autres descendants, le prince Roland Bonaparte devint prince de Canino et de Musignano à la mort de son cousin Napoléon-Charles Bonaparte. Le mariage de ses parents n'avait cependant pas été reconnu par Napoléon III.
Il épouse le 18 novembre 1880 Marie-Félix Blanc, fille du richissime François Blanc, fondateur du casino de Monte-Carlo et de la Société des bains de mer de Monaco. Marie-Félix Blanc meurt en 1882 en mettant au monde une fille, la princesse Marie Bonaparte, qui épousera en 1907 le prince Georges de Grèce et deviendra femme de lettres et psychanalyste, amie et protectrice de Gustave Le Bon et de Sigmund Freud.

## Biographie

### Carrière militaire
Bien sorti de l'École spéciale militaire de Saint-Cyr dans la promotion de Novi-Bazar (1877-1879),, il sert comme sous-lieutenant dans l'infanterie. Le prince réside à Guyancourt vers 1880 en tant que sous-lieutenant, au 36e régiment d'infanterie, de la batterie de Bouviers. Mais il doit renoncer à la carrière militaire après l'adoption de la loi du 4 juin 1886 interdisant aux membres des familles ayant régné sur la France de servir dans l'armée.
À cette époque, sa famille réside à Guyancourt dans le hameau de Bouviers : sa femme Marie-Félix Blanc, sa sœur Jeanne Bonaparte et sa mère Éléonore-Justine Ruflin (veuve du prince Pierre Bonaparte, décédée à Versailles en 1881, et mère de Roland). Selon les registres communaux, de nombreux serviteurs accompagnaient la famille Bonaparte.

### Carrière scientifique
Il se tourne alors vers la géographie, la géologie, la spéléologie et l'ethnologie.
Grand voyageur, il essaie d'utiliser la photographie pour réaliser un inventaire anthropologique des populations humaines. Projet qu'il abandonne par la suite pour se consacrer à la botanique et à la constitution du plus grand herbier privé du monde. Il recueille lui-même de nombreux échantillons, mais fait aussi travailler de nombreux collecteurs à travers le monde.
En 1887, il monta une expédition en Corse[réf. souhaitée].
En 1895, il fait partie des 121 membres fondateurs, en tant que membre donateur, de la Société de spéléologie, association dont il est élu président pour l'année 1896 lors de l'assemblée générale du 26 décembre 1895.
Ce prince fut également le fondateur et Président d'honneur de la Société des peintres de Montagne (Paris) en 1898. Il fut membre de nombreuses autres sociétés savantes (Académie de Versailles, des Yvelines et de l'Île-de-France, Académie des sciences, belles-lettres et arts de Lyon, Comité des travaux historiques et scientifiques, Société botanique de France, Société d'histoire littéraire de la France, Société de géographie, Société des américanistes, Société des amis des monuments parisiens, Société des lettres, sciences et arts « La Haute-Auvergne »). Il est président de la Société botanique de France en 1919.

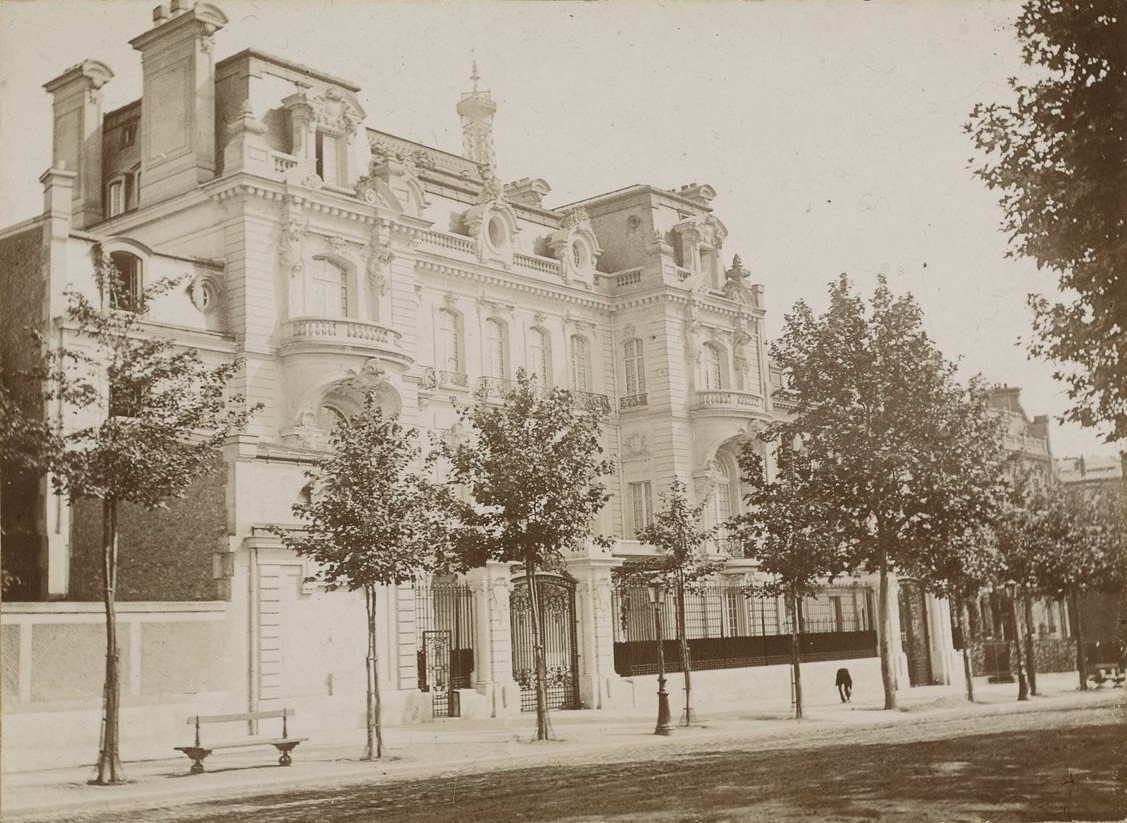
Hôtel particulier du prince en 1896. Le bâtiment est aujourd'hui le palace Shangri-La Hotel Paris.

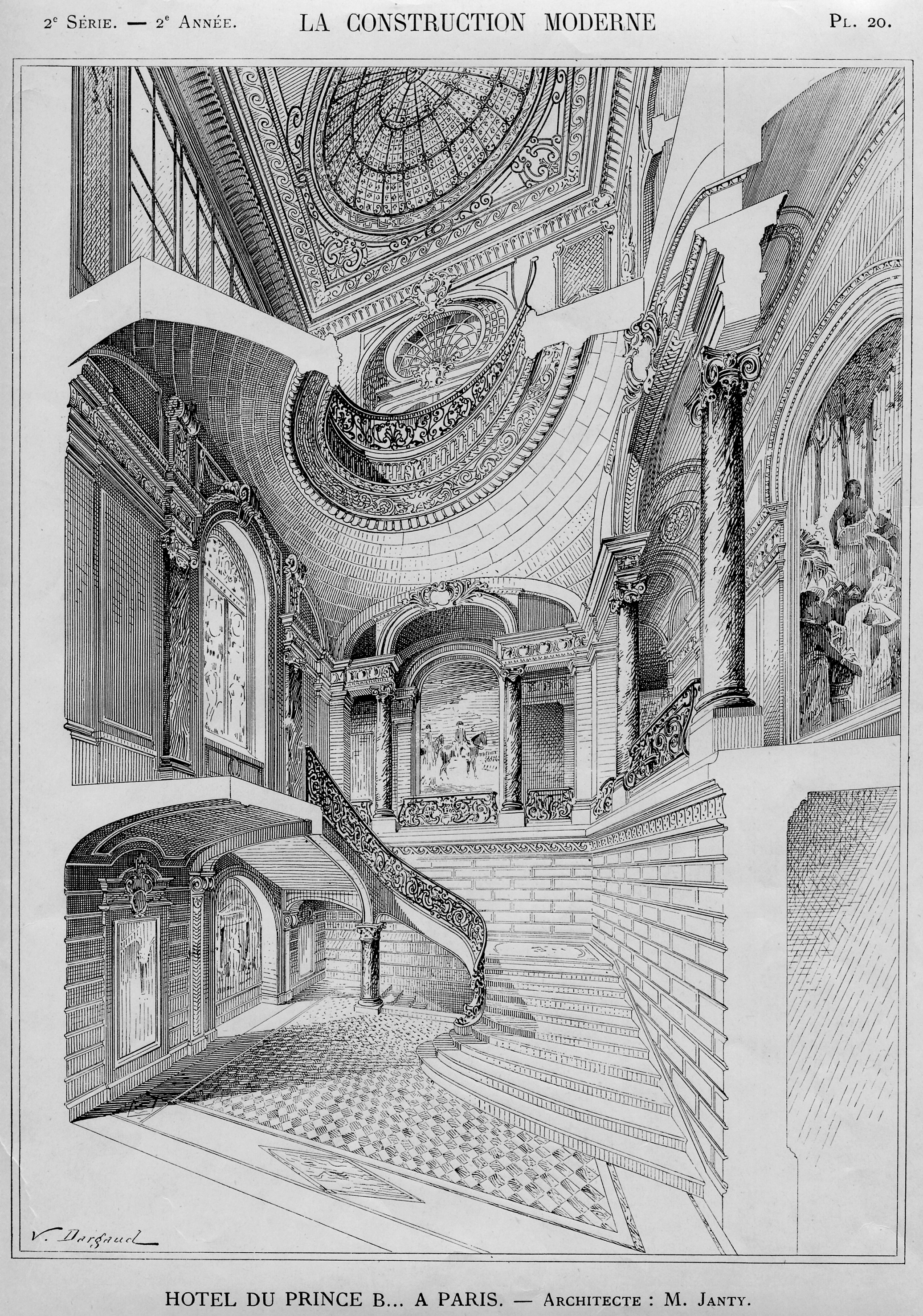
Intérieur de l’hôtel particulier du prince.

Grâce à la fortune considérable héritée de sa femme, il installe l'herbier dans l'hôtel particulier qu'il fait construire en 1896 à Paris au no 10, avenue d'Iéna (ensuite siège de la Société de géographie jusqu'en 1943, puis siège du Centre français du commerce extérieur, devenu Ubifrance, agence française pour le développement international des entreprises. Lhôtel est transformé en palace de la chaîne d'hôtels Shangri-La sous le nom de Shangri-La Hotel Paris, fin 2010). Il y renferme également une riche collection de souvenirs napoléoniens, et une bibliothèque de 150 000 volumes abritée dans quatre salles ornées de riches boiseries.

« Le Prince, écrit André de Fouquières, était de belle stature, avec des épaules massives, un visage large, aux traits quelque peu empâtés, la moustache et les sourcils épais et noirs : un physique apparenté, en quelque sorte, aux cariatides de la cheminée de pierre blanche de sa salle à manger et qui figuraient deux grenadiers de la Garde, d'après Raffet. »

Reconnu par ses pairs, Roland Bonaparte est président de la Société de géographie de 1910 à sa mort et, en 1907, membre de l'Académie des sciences, dont il devient président en 1919. Il est président de la Société astronomique de France de 1921 à 1923 (son vice-président est Émile Belot). Il fut également un ardent propagandiste de l'aviation naissante : en octobre 1905 il préside la conférence constitutive de la Fédération aéronautique internationale. Il était également membre de l'Académie roumaine.
En 1910, des pétitions annonçant la révolution monégasque réclament la fin du monopole de la famille Blanc (Roland et son beau-frère Camille Blanc) à la tête de la Société des Bains de Mer.
L'herbier de Roland Bonaparte rassemble plus de 2 500 000 échantillons concernant près de 100 000 espèces. Proposé après sa mort au Muséum national d'histoire naturelle de Paris, qui le refuse faute de place, à l'exception des Ptéridophytes, groupe dans lequel Bonaparte s'était illustré, il est transporté à Lyon à l'initiative d'Édouard Herriot. Cet herbier, augmenté d'autres collections, est aujourd'hui hébergé par l'université Claude Bernard sur le Campus de la Doua à Villeurbanne et constitue le deuxième herbier de France et le septième dans le monde.
Roland Bonaparte laisse aussi à sa mort un fonds important qui enrichira la bibliothèque de la Société de géographie comme celle de la ville d'Ajaccio. Il laisse le souvenir d'un homme de culture et d'un mécène de la science. N'ayant pas laissé de postérité mâle, Roland Bonaparte fut le dernier représentant de la branche de Lucien.
Il eut un moment pour secrétaire l'accompagnant dans ses voyages Dominique Bonnaud, qui devint par la suite un célèbre chansonnier.
L’amiral Henri Rieunier, esprit éclairé, était régulièrement convié par le prince Roland Bonaparte aux réunions savantes qu’il organisait régulièrement dans son luxueux et fastueux hôtel particulier. En juillet 1913, Il lui offrira une édition originale, avec dédicace, d’un ouvrage intitulé Les habitants de Suriname dans une reliure habillée de percaline brune, décorée de l’aigle impérial avec des lettres dorées à l’or fin, 227 pages, d’un poids de 6 kilos ½ de dimensions : 46 cm de hauteur – 33 cm de largeur – 5 cm d’épaisseur. Ce livre hors du commun (notes recueillies à l’exposition coloniale d’Amsterdam en 1883 – Justicia Pietas Fides – Paris – Imprimerie de A. Quantin) contient notamment des photographies ethnographiques, des clichés et de superbes aquarelles des collections privées du prince Roland Bonaparte.

## Fonds Roland Bonaparte

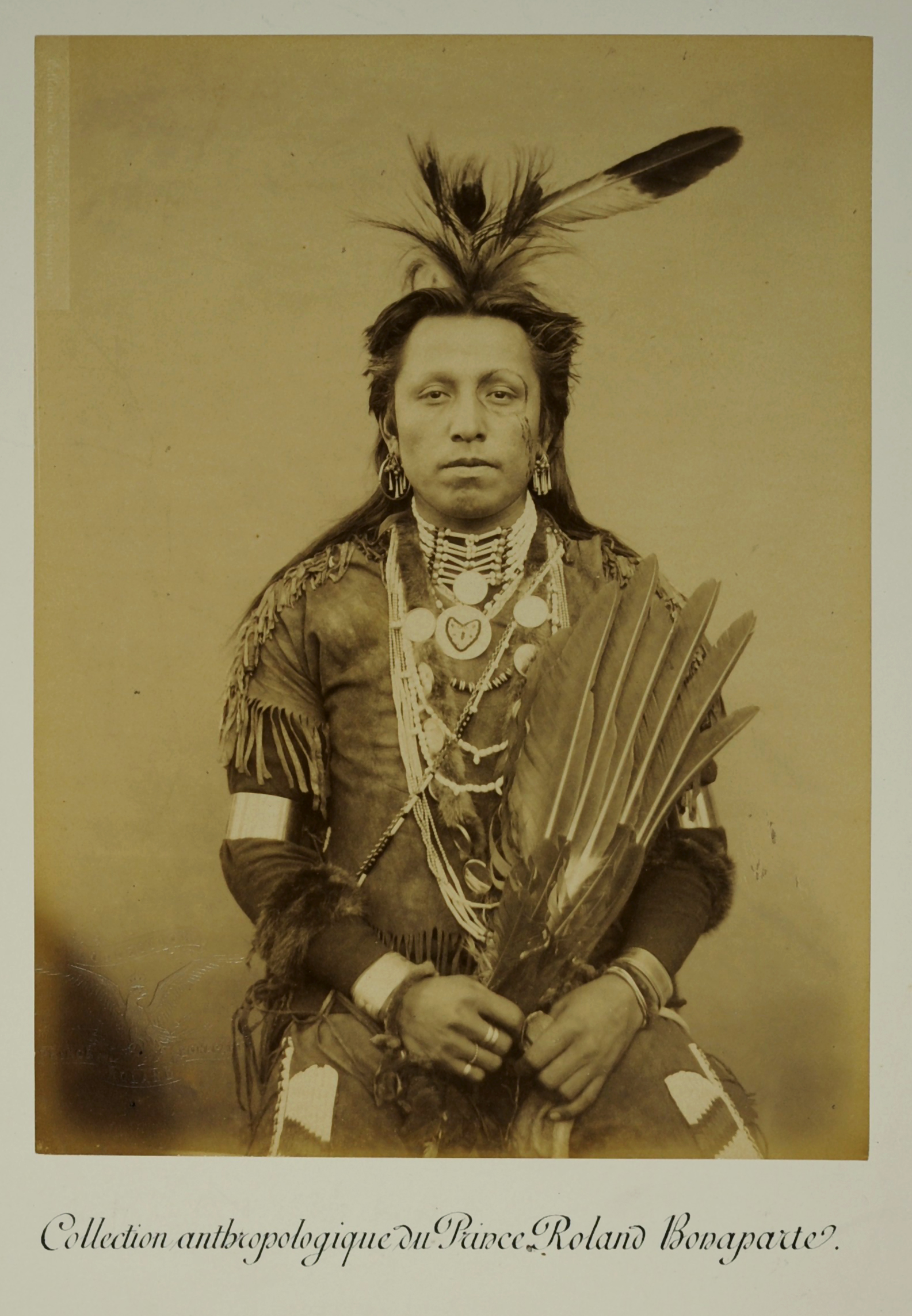
Collection photographique du Muséum de Toulouse.

Roland Bonaparte constitue sa bibliothèque d'abord dans sa résidence du Cours-la-Reine, puis la transfère dans son hôtel de l’avenue d'Iéna en 1896.
La salle de lecture, sous la responsabilité d’un bibliothécaire, est ouverte à un public de savants et d’universitaires. Les collections, dont le noyau est formé par la bibliothèque de son père  Pierre-Napoléon, s’accroissent rapidement grâce à des dons (bibliothèque de Louis Vivien de Saint-Martin en 1894) mais surtout par achat en vente publique (bibliothèque de San Donato en 1880, collections de Charles Schefer en 1899) et chez des libraires français et étrangers (Frederick Müller à Amsterdam).
En 1884, Roland Bonaparte est admis à la Société de géographie. Élu président de la Commission centrale en 1900, il est un des membres les plus actifs et devient président de la Société de Géographie à partir de 1909 jusqu’à sa mort en 1924. La bibliothèque du prince Bonaparte d’une richesse considérable est alors éclatée. Sa fille Marie de Grèce procède à la répartition des collections entre le Muséum national d'histoire naturelle, l’Institut de France, le Musée de l’Homme , l'Herbier de l'Université Lyon 1 et, pour la partie géographique, la Société de Géographie.
L’importance en volume de ce legs oblige cette dernière à déménager ses propres collections et à les installer à côté de celles du prince, dans les locaux de l’avenue d’Iéna, loués au nouveau propriétaire, la Compagnie du Canal de Suez. 40 000 ouvrages, 17 000 photographies (dont plus de 200 albums anthropologiques), gravures, aquarelles et dessins, 9 000 cartes et 500 titres de périodiques constituent le fonds Bonaparte de la bibliothèque de la Société de Géographie. En 1942, ces collections ont été déposées à la Bibliothèque nationale de France et sont conservées depuis au département des cartes et plans.

## Publications
- Les Habitants de Suriname, notes recueillies à l'Exposition coloniale d'Amsterdam en 1883, Paris, 1884
- Les Derniers voyages des Néerlandais à la Nouvelle-Guinée, Paris, 1885
- La Nouvelle-Guinée : Le fleuve Augusta, Paris, 1887
- Le Premier établissement des Néerlandais à Maurice, Paris, 1890
- Une excursion en Corse, Paris, 1891
- Le Mexique au début du XXe siècle (2 volumes), Paris, Delagrave, 1904
- Le Prince Bonaparte. Notes ptéridologiques, 14 fascicules, Paris, 1915-1924
- Nombreux articles dans le Bulletin du Muséum d'histoire naturelle et dans le Bulletin de la Société botanique de France, ainsi que dans d'autres publications.